# Alberto Salazar
Alberto Salazar (L'Avana, 7 agosto 1958) è un ex maratoneta, mezzofondista e allenatore di atletica leggera statunitense.
Attivo negli anni 1980, è noto per le tre vittorie alla maratona di New York e per aver stabilito i primati nazionali sui 5000 m e 10000 m piani (rispettivamente 13'11"93 e 27'25"61).

## Biografia
Salazar iniziò la sua carriera all'High School di Wayland, Massachusetts. Fu campione statale nel cross country nel 1975 e si allenò con Greater Boston Track Club (i cui membri erano fra gli altri Bill Rodgers, Randy Thomas e Greg Meyer). Da là andò alla Università dell'Oregon dove vinse numerose gare All American, fu membro nel 1977 della squadra per la finale del campionato NCAA di cross country, che vinse nel 1978. L'anno successivo fu campione nazionale assoluto della specialità. Giunse terzo ai trials olimpici dei 10 000 metri per le Olimpiadi di Mosca 1980, ma non vi partecipò per il boicottaggio americano. Nel febbraio 1981 stabilì il nuovo record USA nei 5 000 metri ai Millrose Games di New York (il suo 13:22.6 migliorò il precedente di quasi 20 secondi, ma terminò la gara dietro Suleiman Nyambui, che con 13:20.4 abbatté il primato mondiale indoor).
Dal 1980 al 1982 Salazar vinse tre volte consecutivamente la maratona di New York. La sua prima maratona in assoluto, proprio a New York, fu un successo in 2:09:41, secondo tempo americano (dietro Bill Rodgers: 2:09:27 alla maratona di Boston nel 1979). Nel 1981 stabilì apparentemente la miglior prestazione mondiale con 2:08:13, battendo il 2:08:33 dell'australiano Derek Clayton (Anversa, 1969). Però una più accurata misura del percorso lo trovò 148 metri più corto della distanza regolamentare.
Nel 1982 vinse la sua prima e unica maratona di Boston dopo quello che venne chiamato "Duel in the Sun" con Dick Beardsley. Salazar vinse dopo uno sprint prima di collassare dopo l'arrivo ed essere ricoverato d'urgenza; gli vennero iniettati sei litri d'acqua perché disidratato. Finì l'anno al primo posto al mondo nel ranking della maratona secondo Track & Field News grazie ai suoi successi a Boston e New York; fu numero 1 nel North American Road Rankings per il suo record nazionale nei 10 000 su strada con 28:04 all'Orange Bowl 10K e il record della corsa con 31:53 alla corsa di Falmouth, 7,1 miglia (sua seconda vittoria e record in questa gara), numero 8 al mondo (e numero 1 americano con record nazionale con 13:11.93) nei 5 000 metri, oltre che numero 2 al mondo nei 10 000 metri (col primato nazionale 27:25.61).
Ai campionati mondiali di cross country fu secondo nel 1982 e quarto nel 1983. Nello stesso 1983 Salazar batté due volte il record statunitense dei 10 km nelle corse su strada, con 28:02 e poi 28:01 rispettivamente alla Americas 10K ed alla Continental Homes 10K. Finì in testa nel North American Road Rankings della rivista Track & Field News. Fu anche campione nazionale dei 10 000 metri su pista, vincendo a Craig Virgin il suo secondo titolo (il primo era stato nel 1981). Dall'altro lato però finì ultimo ai campionati mondiali, sofferente di bronchite e per la prima volta fu sconfitto nella maratona, a Rotterdam, dove finì 5º; raccolse lo stesso risultato anche alla maratona di Fukuoka in dicembre.
Nel 1984 Salazar fu un membro della squadra statunitense di maratona alle Olimpiadi di Los Angeles, con Pete Pfitzinger e John Tuttle, ed era uno dei favoriti per le medaglie, ma terminò in un deludente 15º posto in 2:14:19.
Dopo numerosi anni di attività, nel 1994 Salazar vinse la prestigiosa Comrades Marathon di 90 km (56 miglia). Salazar affermò che il Prozac avesse giocato un ruolo molto importante nello spingerlo a correre di nuovo, dichiarazione che provocò molte polemiche.

### Carriera post-competitiva
Attualmente impegnato con la Nike, Salazar è rimasto legato allo sport come allenatore del progetto Nike Oregon, il cui obiettivo è quello di far crescere atleti di livello olimpico, tra cui spiccano i nomi di Mo Farah, Sifan Hassan, Galen Rupp, Matthew Centrowitz Jr., Adam Goucher, Kara Goucher, Dan Browne, Amy Yoder Begley, Dathan Ritzenhein, Clayton Murphy e Donavan Brazier. Il suo legame con Oregon e Oregon Sports gli ha dato l'onore di essere inserito nella Oregon Sports Hall of Fame nel 1997. Nell'agosto 2012 alle Olimpiadi di Londra, due suoi atleti (Mo Farah e Galen Rupp) conquistarono rispettivamente il primo ed il secondo posto nei 10 000 m; Mo Farah vinse anche l'oro nei 5 000 m, diventando il primo britannico a vincere in un olimpiade sia i 5 000 m che i 10 000 m.
Nel 2012, a seguito di diversi problemi di salute, Salazar ha pubblicato l'autobiografia 14 Minutes: A Running Legend's Life and Death and Life insieme a John Brant. Il libro racconta la storia di Salazar, la sua infanzia, la sua carriera sportiva da atleta e da allenatore e si conclude con la descrizione del suo arresto cardiaco di 14 minuti avvenuto nel 2007.

### Controversie
Nel settembre del 2019 è stato sospeso per 4 anni dall'USADA per "incitamento al doping". Nel novembre 2019, Mary Cain, ex giovane promessa della corsa statunitense, ha pubblicato un video di denuncia per il New York Times in cui dichiara che i metodi dilettanteschi di allenamento di Salazar le avevano causato una Triade dell'atleta femmina,e che più in generale l'intero team di corsa organizzato dalla Nike, non includendo specialiste donne, era completamente ignaro delle specificità del corpo femminile e stava distruggendo il potenziale di un'intera generazione di atlete americane

## Altre competizioni internazionali
1980
- Oro alla Maratona di New York ( New York) - 2h09'41"

1981
- Bronzo in Coppa del mondo ( Roma), 10000 m piani - 27'40"69
- Oro alla Maratona di New York ( New York) - 2h08'13"

1982
- Oro alla Maratona di Boston ( Boston) - 2h08'52"
- Oro alla Maratona di New York ( New York) - 2h09'29"

1983
- 5º alla Maratona di Rotterdam ( Rotterdam) - 2h10'08"
- 5º alla Maratona di Fukuoka ( Fukuoka) - 2h09'21"